# Chambry, Seine-et-Marne
Chambry är en kommun i departementet Seine-et-Marne i regionen Île-de-France i norra Frankrike. Kommunen ligger i kantonen Meaux-Nord som tillhör arrondissementet Meaux. År 2022 hade Chambry 1 051 invånare.

## Befolkningsutveckling
Antalet invånare i kommunen Chambry
| Referens: INSEE |